# SV Gersweiler
Der Sportverein 1910 Gersweiler-Ottenhausen e. V. ist ein deutscher Fußballverein mit Sitz in der saarländischen Landeshauptstadt Saarbrücken im namensgebenden Stadtteil Gersweiler.

## Geschichte

### Gründung bis 1970er Jahre
Der Verein wurde im Jahr 1910 gegründet. Nach dem Zweiten Weltkrieg spielte der man in der drittklassigen Bewährungsklasse Saar 1946/47 in der Gruppe West und belegte mit 20:14 Punkten den fünften Platz. In der Folgesaison wurde die Spielklasse mit 15:21 Punkten auf dem achten Platz abgeschlossen.
Die Mannschaft stieg zur Saison 1967/68 in die zu dieser Zeit viertklassige Amateurliga Saarland auf. Mit 34:26 Punkten platzierte sich der Verein auf dem sechsten Platz. Mit schwächeren Leistungen in den folgenden Spielzeiten stieg der Klub in der Saison 1970/71 mit 22:38 Punkten über den 14. Platz in die Bezirksliga ab.

### 2000er Jahre bis heute
In der Saison 2003/04 spielte der Verein in der Kreisliga A Südsaar und belegte mit 26 Punkten den 14. Platz. Mit 63 Punkten belegte die Mannschaft am Ende der Spielzeit 2010/11 den zweiten Platz, wo der Verein in einem Entscheidungsspiel gegen die SG Merzig/Besseringen mit 2:5 unterlag und den Aufstieg verpasste. Nach der Saison 2012/13 gelang mit 66 Punkten erneut der zweite Platz. Diesmal ging es in einem Aufstiegsturnier über die zweite Mannschaft des SC Großrosseln, sowie die zweite Mannschaft des SSV Saarlouis bis ins Finale, wo die Mannschaft den VfB Luisenthal mit 5:0 besiegte und aufstieg.
Gleich in der ersten Saison gelang mit 77 Punkten der Spitzenplatz. Aufgrund der Punktgleichheit mit der zweiten Mannschaft des SV Saar 05 Saarbrücken musste ein Entscheidungsspiel um die Meisterschaft gespielt werden, welches die Gersweiler mit 7:8 n. E. erfolgreich gewannen. Damit war der direkte Durchmarsch in die Landesliga perfekt. Nach ein paar Spielzeiten in dieser Klasse erreichte die Mannschaft zum Saisonende 2018/19 mit 69 Punkten den zweiten Platz. Das Entscheidungsspiel um den Aufstieg in die Verbandsliga Süd/West gewann man mit 6:5 n. E. gegen den SV 1926 Weiskirchen Konfeld. In dieser Liga spielte der Verein bis heute.

## Bekannte Fußballspieler
- Heinrich Schmidt (1912–1988), später beim 1. FC Saarbrücken und saarländischer Nationalspieler